# Straż Graniczna
Le Guardie di Frontiera (polacco Straż Graniczna, abbreviata in SG) è la forza di polizia doganale della Polonia. Esistente nella seconda repubblica polacca, durante il comunismo era sostituita dalla Wojska Ochrony Pogranicza.

## 1928-1939
Il Straż Graniczna è stato fondato nel 1928. Durante i tempi della Seconda Repubblica Polacca, è stato responsabile per la frontiera settentrionale, occidentale e meridionale della Polonia (con la Germania, la Città Libera di Danzica, Cecoslovacchia e Romania). Il confine con l'Unione Sovietica, protagonista di frequenti incursioni da parte delle truppe sovietiche, era protetto da una forza militare separata.
Le responsabilità dei Straż Graniczna includono:
- Prevenzione di attraversamento illegale della frontiera terrestre e marittimo da parte di persone e merci (contrabbando)
- Garantire la sicurezza e l'ordine pubblico nella zona di frontiera
- Combattere le eventuali minacce alla sicurezza nazionale nella zona di frontiera

Le guardie di confine erano organizzate in stile militare, con agenti in divisa e armati.
Ogni stazione dell'agenzia era responsabile di aree da 20 a 25 chilometri di confine.

## Repubblica Popolare Polacca
Durante il periodo della Repubblica Popolare di Polonia, il ruolo delle guardie di frontiera è stata effettuata dalla formazione militare della Milizia di difesa del confine, parte dell'Esercito popolare di Polonia e alle dirette dipendenze del Ministero dell'Interno.

## Oggi[Ma oggi quando?]
La Straż Graniczna è stata ristabilita nella Terza Repubblica Polacca come forza di polizia civile con atto del 12 ottobre 1990 e ha iniziato a operare il 16 maggio 1991. Essa si considera il successore della precedente Straż Graniczna e del Wojska Ochrony Pogranicza. Usa gradi militari, cosa non comune in Polonia.
Dal 1º maggio 2004, la Polonia è diventata un membro dell'Unione europea, da quel giorno la Straż Graniczna svolge la sua responsabilità di proteggere sia i confini polacchi sia dell'UE.

## Aeromobili in uso
| Aeromobile                        | Origine             | Tipo                                  | Versione (denominazione locale) | In servizio (2024) | Note | Immagine |
| Aerei da pattugliamento marittimo |                     |                                       |                                 |                    | |          |
| Let L-410 Turbolet                | Rep. Ceca           | aereo da pattugliamento marittimo     | L-410UVP-E20                    | 2                  | 2 L-410UVP-E20 ordinati a gennaio 2019. Consegnati il 6 novembre 2020. Ulteriori 2 L-410UVP-E20 ordinati il 28 maggio 2024. |          |
| PZL Mielec M28 Skytruck           | Polonia             | aereo da pattugliamento marittimo SAR | M28B                            | 1                  | 1 M28-05 acquistato ad aprile 2006.                                                                                         |          |
| Aerei per impieghi speciali       |                     |                                       |                                 |                    | |          |
| PZL-Mielec M20 Mewa               | Polonia Stati Uniti | aereo da trasporto leggero            | M20                             | 1                  | 1 PZL M20 ex Aeronautica militare polacca ricevuto a partire dal 2000.                                                      |          |
| Aerei per impieghi speciali       |                     |                                       |                                 |                    | |          |
| PZL-104 Wilga                     | Polonia             | aereo da osservazione                 | PZL-104MF                       | 4                  | 5 PZL-104MF ex Aeronautica militare polacca ricevuti a partire dal 2000.                                                    |          |
| Elicotteri                        |                     |                                       |                                 |                    | |          |
| PZL W-3 Anakonda                  | Polonia             | SAR                                   | W-3AM                           | 1                  | 1 W-3 ex Aeronautica militare polacca ricevuto nel 2000, più 1 W-3 ricevuto nel 2007.                                       |          |
| Airbus H135                       | Unione europea      | SAR                                   | H135                            | 1                  | 1 H135 consegnato a gennaio 2020.                                                                                           |          |
| PZL Kania                         | Polonia             | SAR                                   | Kania                           | 2                  | 2 PZL Kania ceduti dall'Aeronautica polacca nel 2000, più ulteriori 5 esemplari consegnati tra il 2001 e il 2006.           |          |
| Robinson R44 Straż                | Stati Uniti         | SAR                                   | R44                             | 1                  | 1 R44 consegnato a marzo 2019.                                                                                              |          |

## Galleria d'immagini

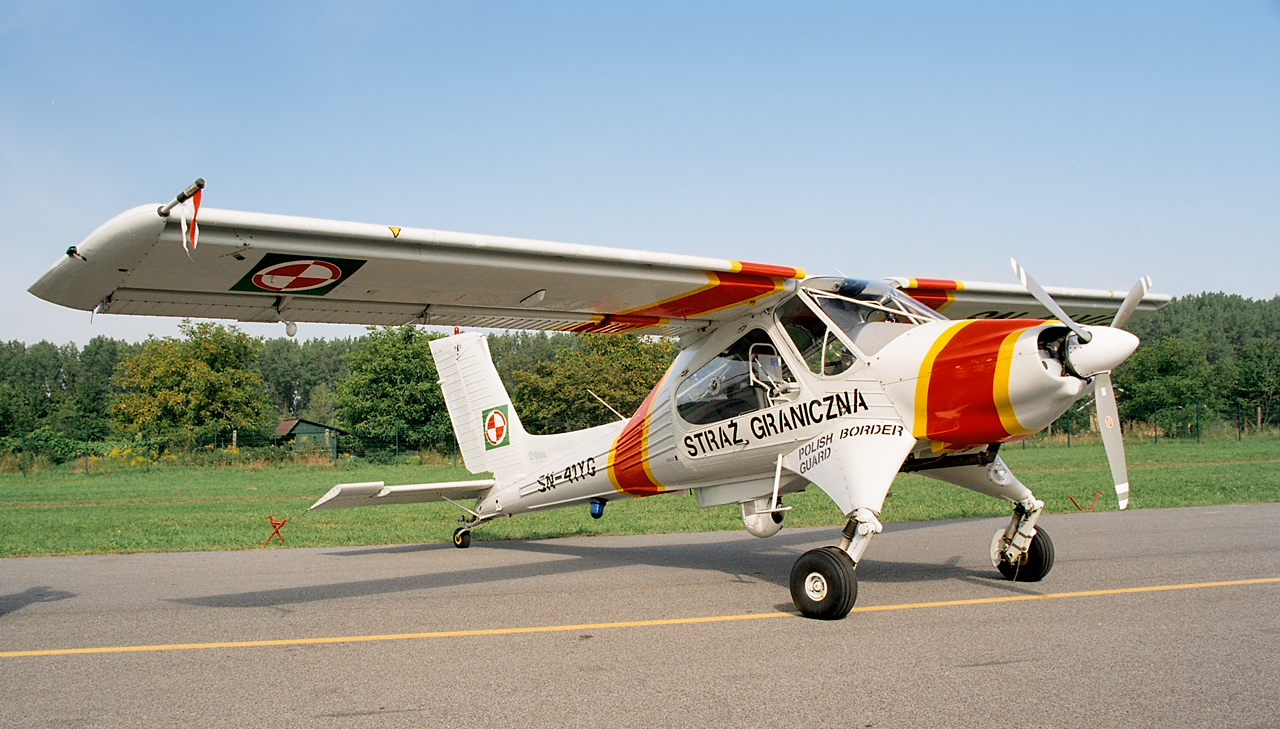
PZL-104M
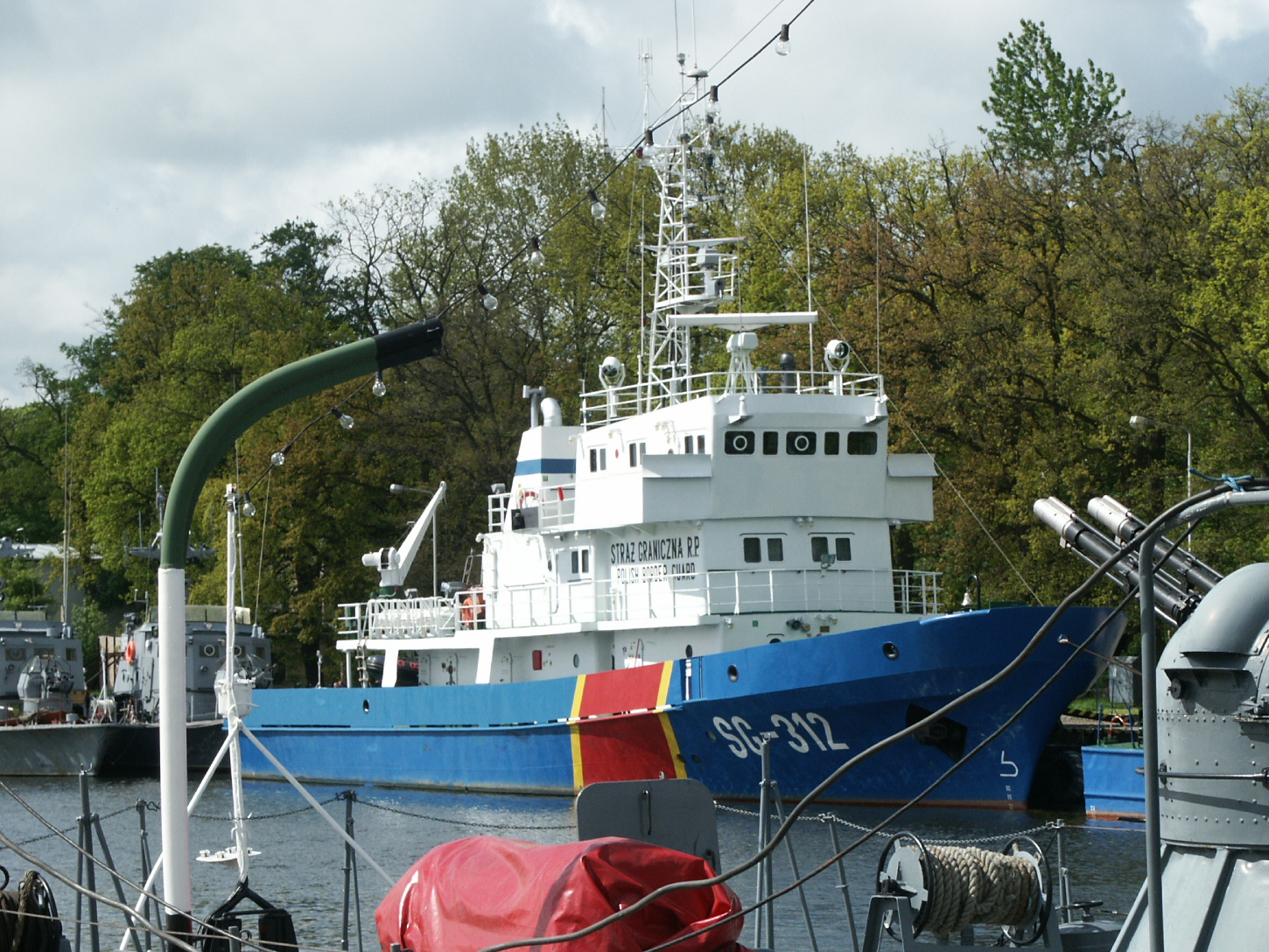
Nave pattuglia Kaper-2
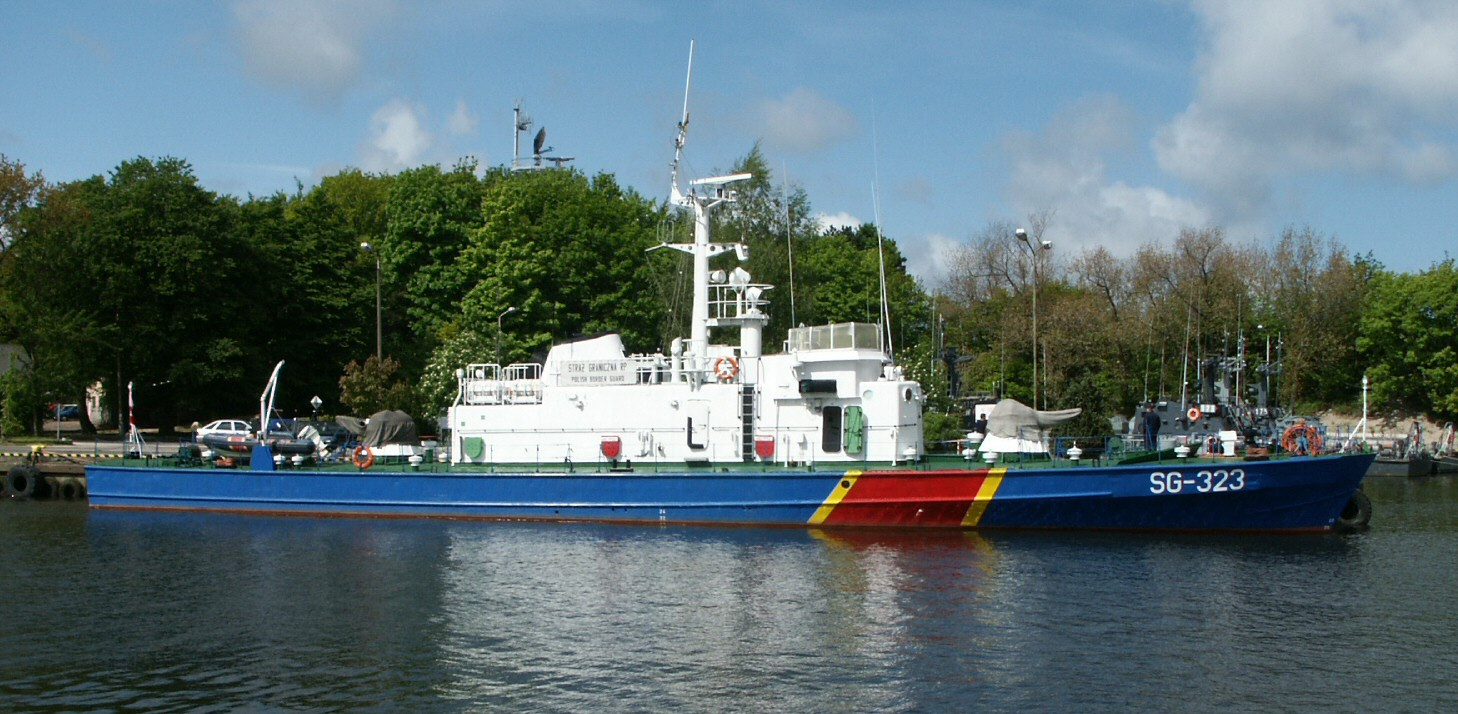
Nave pattuglia SG-323
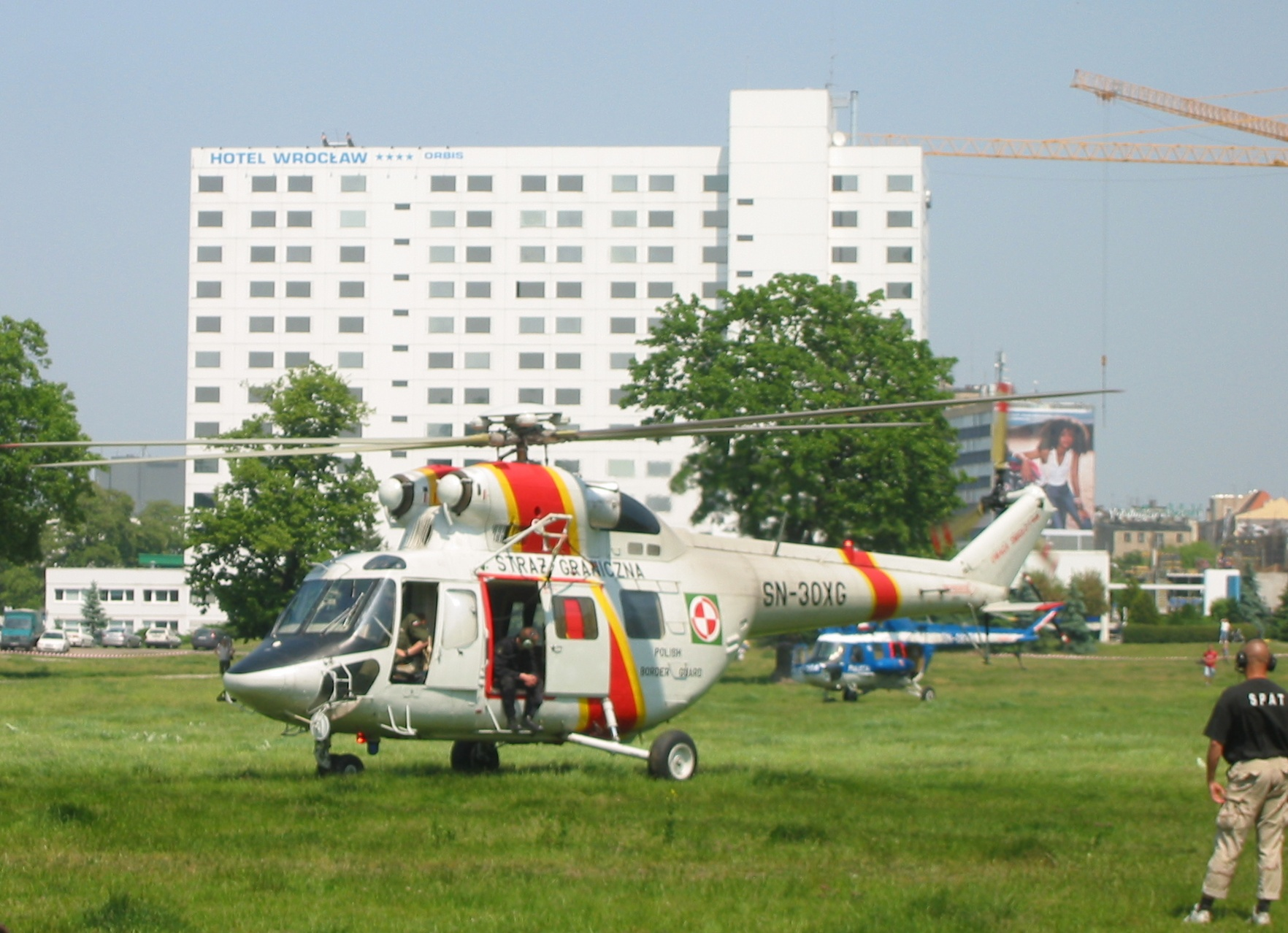
PZL W-3
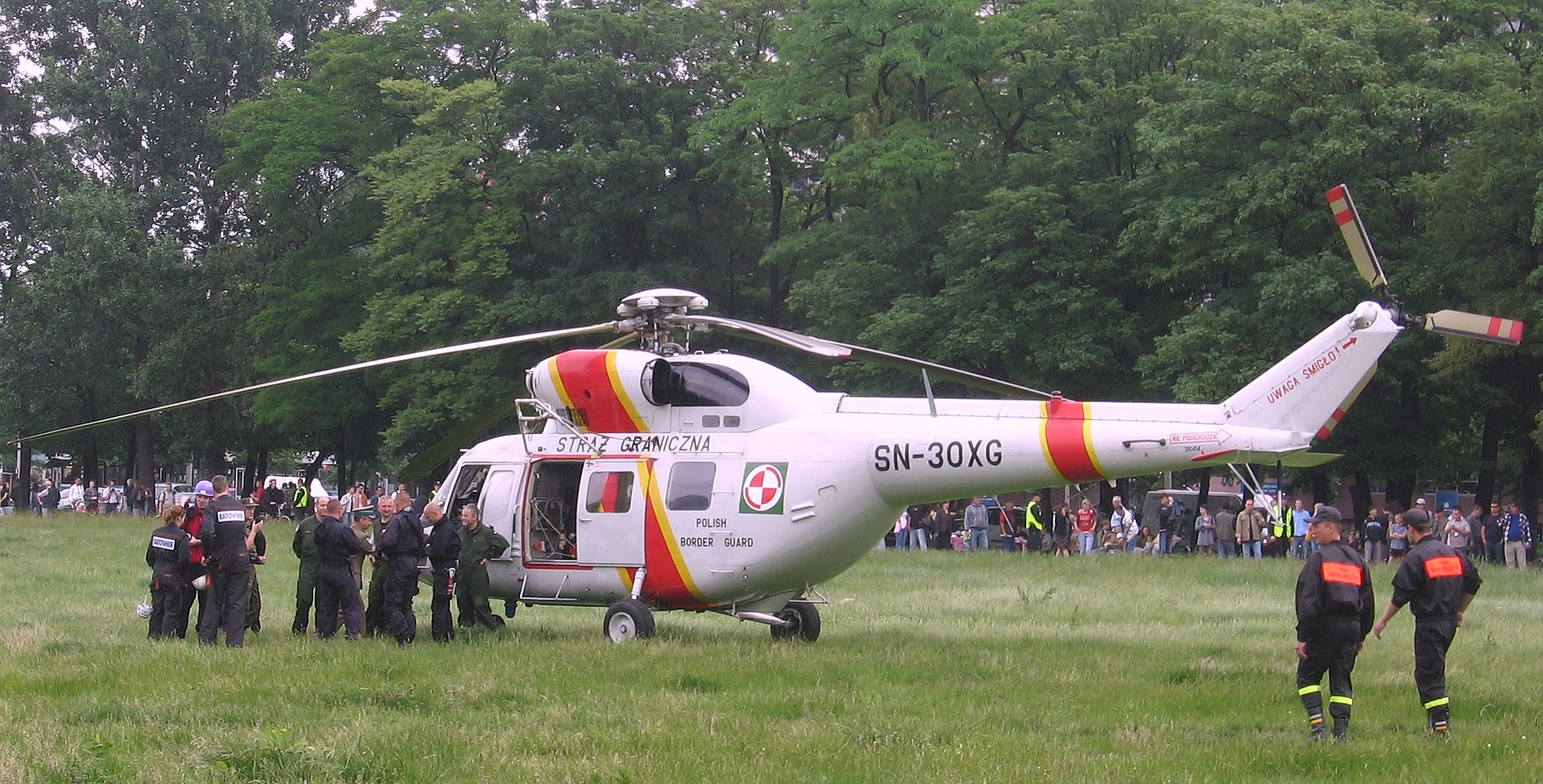
PZL W-3
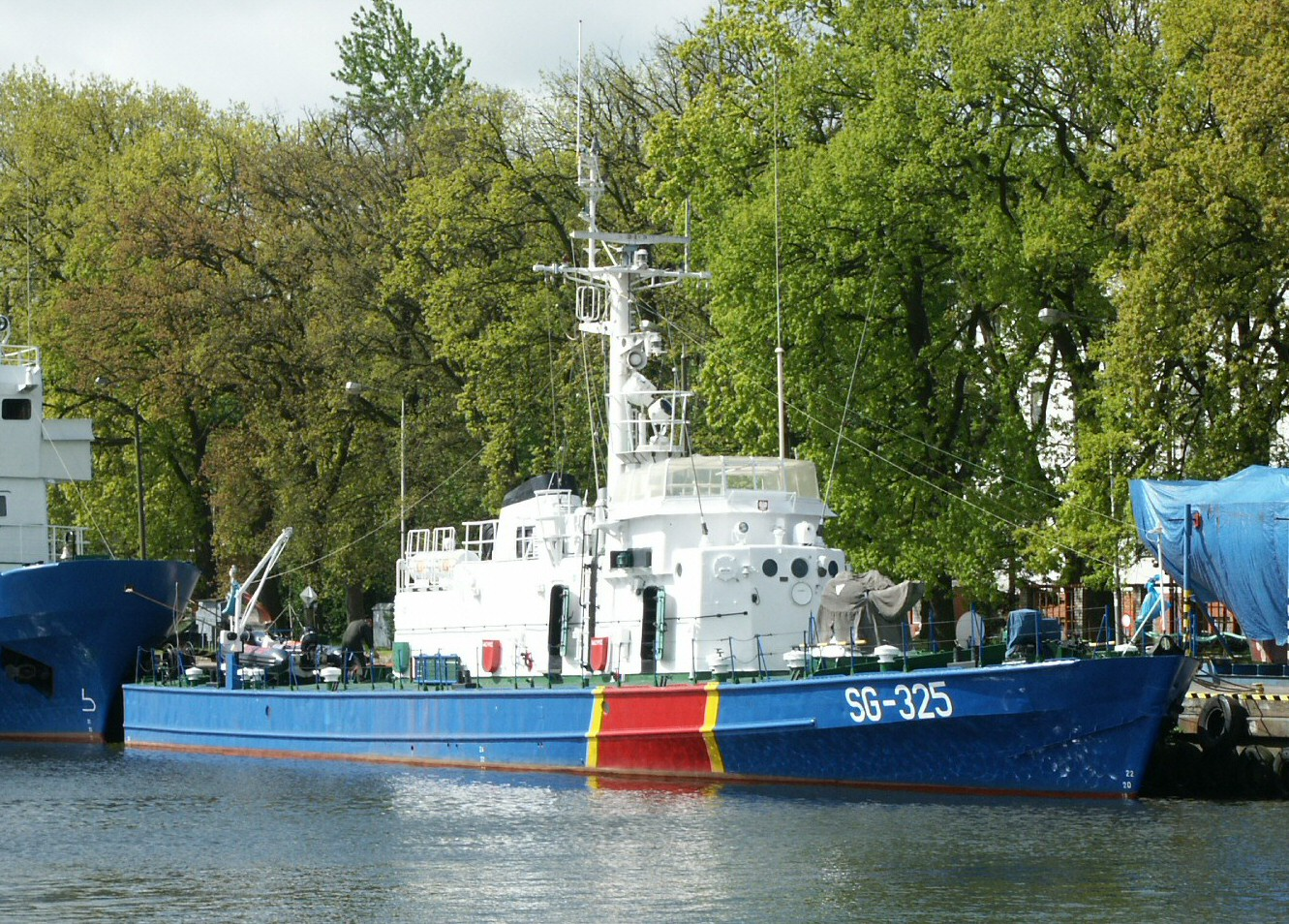
Nave pattuglia SG-325
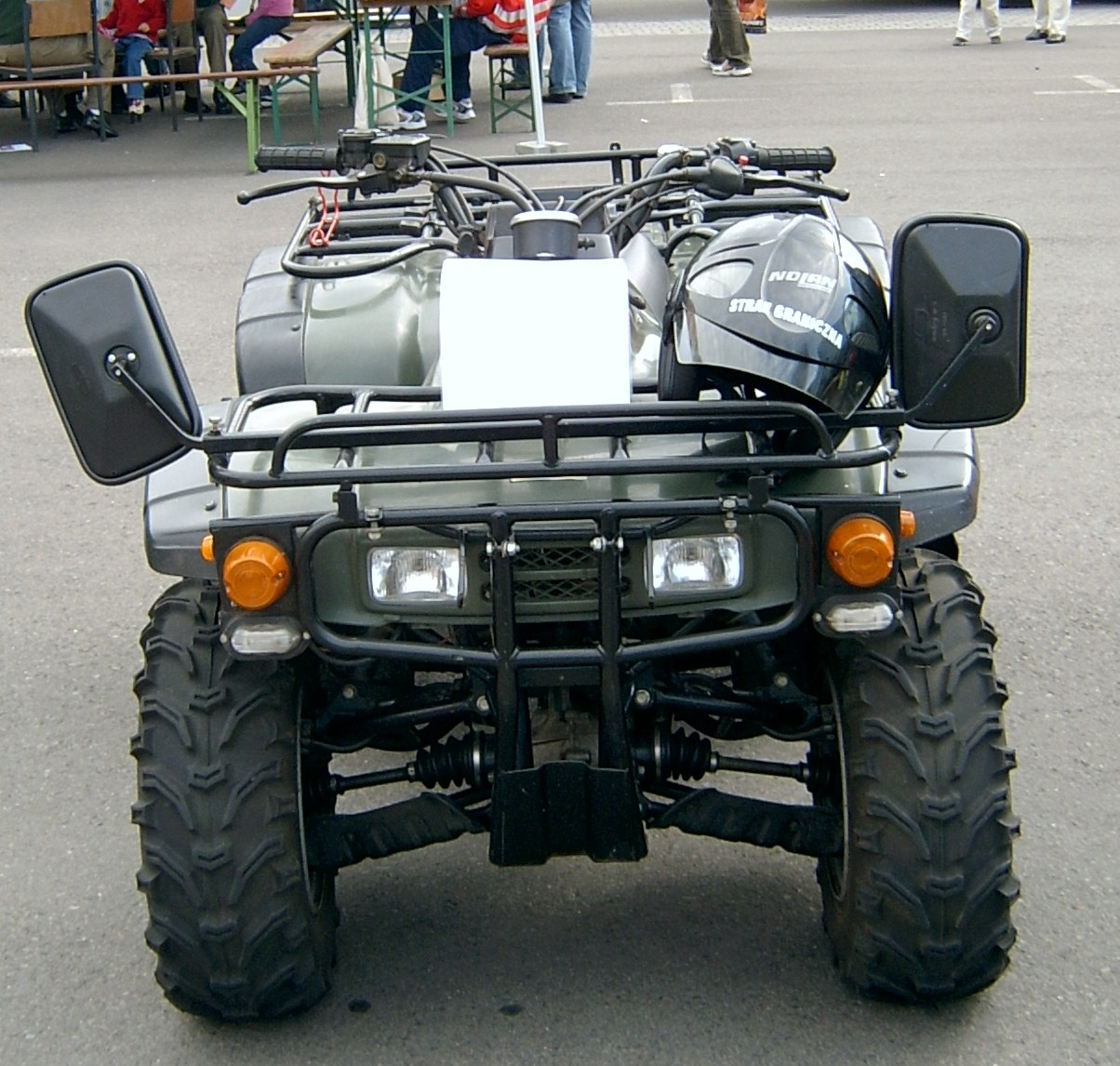
Quad
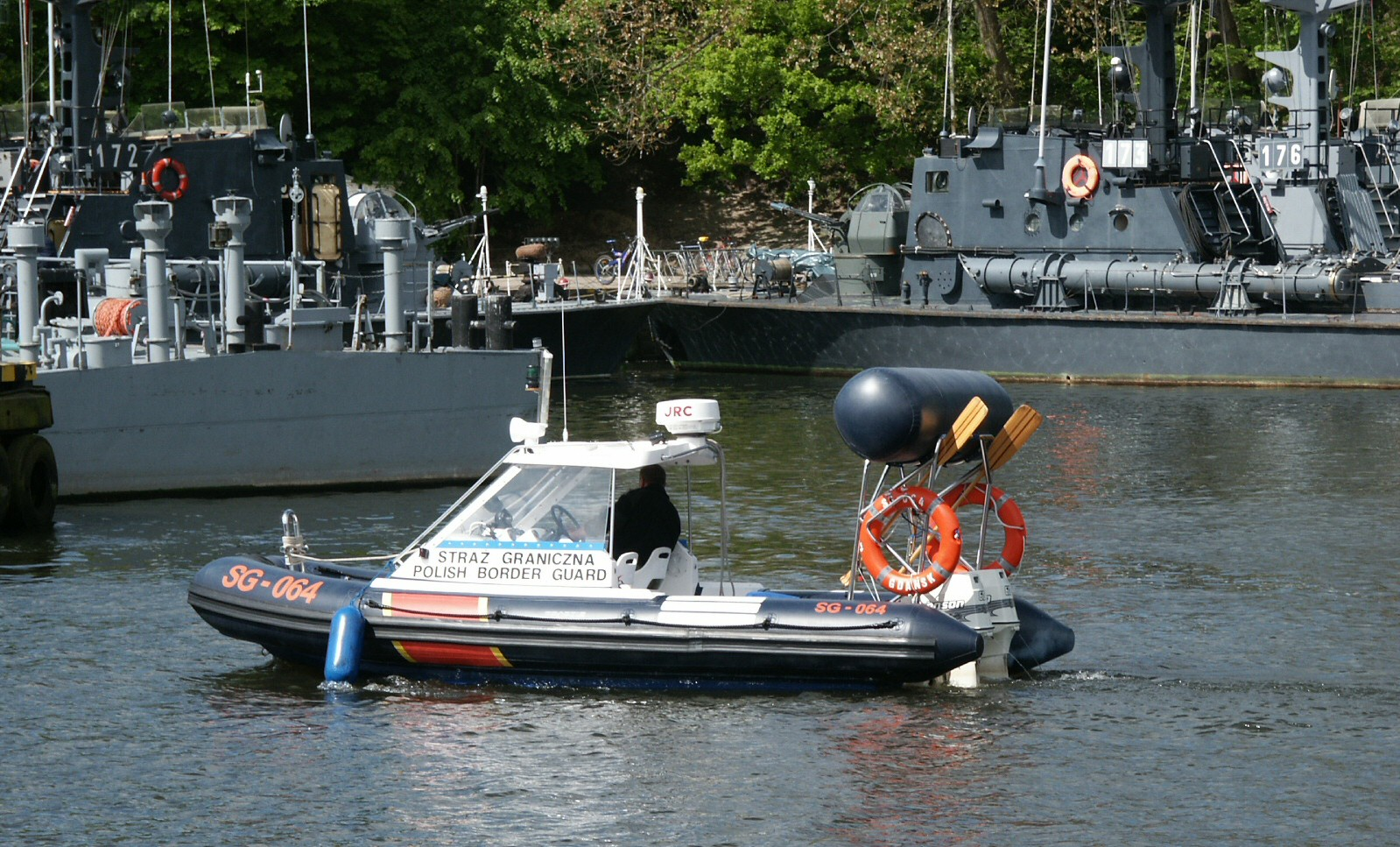
Motonave